# Nikola Grbić
Nikola Grbić– em sérvio Никола Грбић (Zrenjanin, 6 de setembro de 1973)- é um jogador de voleibol sérvio que atua como levantador. Pela antiga seleção da Iugoslávia, Grbić foi campeão olímpico em Sydney 2000 e conquistou a medalha de bronze em Atlanta 1996;  além disso, foi vice-campeão mundial em 1998 e venceu o Campeonato Europeu em 2001. É irmão mais novo de Vladimir Grbić, que também foi um grande jogador da sua seleção.

## Carreira
| Clube                          | País       | De   | A    |
| Gik Banat                      | Iugoslávia | 1987 | 1990 |
| Vojvodina Novi Sad             | Iugoslávia | 1993 | 1994 |
| Gabeca Galatron Montichiari    | Itália     | 1994 | 1995 |
| TNT Traco Catania              | Itália     | 1995 | 1996 |
| Gabeca Fad Montichiari         | Itália     | 1996 | 1997 |
| Alpitour Traco Cuneo           | Itália     | 1997 | 1998 |
| TNT Alpitour Traco Cuneo       | Itália     | 1998 | 1999 |
| Sisley Treviso                 | Itália     | 1999 | 2000 |
| Asystel Milano                 | Itália     | 2000 | 2003 |
| Coprasystel Ventaglio Piacenza | Itália     | 2003 | 2004 |
| Copra Piacenza                 | Itália     | 2004 | 2005 |
| Copra Berni Piacenza           | Itália     | 2005 | 2007 |
| Itas Diatec Trentino           | Itália     | 2007 | 2009 |
| Bre Banca Lannutti Cuneo       | Itália     | 2009 | 2014 |

## Principais títulos

### Clubes
- Campeonato Iugoslavo de Voleibol: 1994
- Copa da Iugoslávia: 1994
- Supercopa da Europa: 1997
- Liga dos Campeões da CEV: 2000
- Campeonato Italiano: 2008
- Copa da Itália: 1999 e 2000
- Top Teams Cup: 2006

### Seleção
- Jogos Olímpicos: 2000
- Campeonato Europeu de Voleibol: 2001

### Individuais
- Melhor levantador do Campeonato Europeu: 2001, 2003 e 2005
- Melhor levantador da Copa do Mundo: 2003
- Melhor levantador da Liga Mundial: 2009